# Слово життя

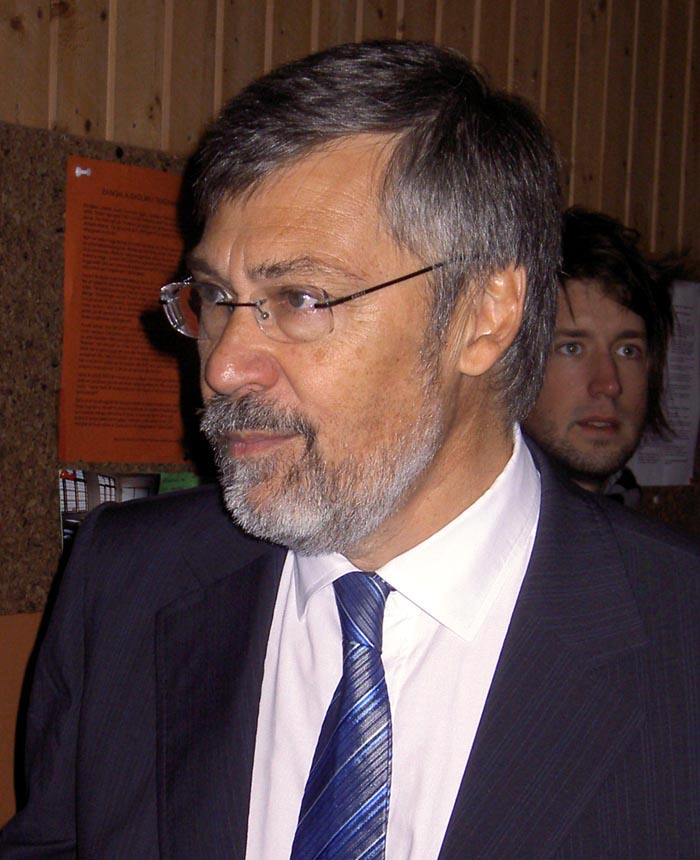
Засновник і пастор церкви «Слово життя» Ульф Екман.

«Слово життя»  (швед. Livets Ord, англ. Word of Life) — християнська церква, що відноситься до Руху віри, також — міжнародне об'єднання помісних протестантських п'ятидесятницьких общин. Засноване Ульфом Екманом у місті Уппсала.
Церква була заснована у 1983 році. У цьому році відкрила Біблійний центр, який став однією з найбільших біблійних шкіл у Швеції. З часом кількість прихильників збільшилась до 3 тис. членів, школу закінчило більше 18 тис. осіб. Згодом «Слово життя» розширило свою діяльність на інші країни. За перші 15 років діяльності «Слово життя» вислало понад 1500 місіонерських груп в 55 країн. В Україні перші осередки церкви виникли у 1991 році з центром у Донецьку.

## Вчення церкви
Церква дотримується традиційних християнським уявленнях що є характерними для церков неоп'ятидесятників. Велика увага приділяється темі особистого спілкування віруючого з
Богом.
Церква, використовуючи деякі цитати зі Святого Письма, виступає за підтримку та повагу державної влади. Разом з тим вона виступає проти абортів, евтаназії, впливу сексуальних меншин на суспільство. Пастори церква пропагують повну відмову від спиртних напоїв та наркотиків. Церква проводить благодійну діяльність, влаштовує обіди для бідних, навчає дітей з малозабезпечених сімей та людей з вадами слуху. Церква створила більше 30 благодійних проектів для допомоги потерпілим стихійних лих та дітям-сиротам, також заснувала реабілітаційні центри.

## «Слово життя» в Україні
Першу громаду «Слова життя» в Україні, засновану в Донецьку очолив пастор Леонід Падун. Через рік громада, яка при заснуванні нараховувала 8 членів, збільшилася до 500 послідовників. З часом було створено більше 300 церков по всій Україні, здебільшого у східних, центральних та південних регіонах країни.
Після реорганізації у 2012 році «Слово життя» в Україні отримало назву "Релігійний центр "Союз християнських церков України «Слово життя» і продовжує бути в спілкуванні з Міжнародним об'єднанням «Слово життя».
Після російської окупації Донецької області у 2014 році квазідержавне утворення ДНР, оголосивши що «первісною та пануючою вірою є Православна віра…, що сповідується Російською православною церквою (Московський патріархат)», почали переслідувати «Слово життя», відібрані приміщення церков.
2 квітня 2022 року церква виступала із заявою, у якій засудила російську агресію в Україні.